# Landkreis Spree-Neiße
Landkreis Spree-Neiße, niedersorbisk Wokrejs Sprjewja-Nysa, er en landkreis i den sydøstlige del af den tyske delstat Brandenburg. 

## Geografi
Nabokreise er mod nord Landkreis Oder-Spree, mod øst ligger Polen, i syd de sachsiske landkreise Niederschlesischer Oberlausitzkreis og Kamenz; mod vest ligger Landkreis Oberspreewald-Lausitz og i nordvest Landkreis Dahme-Spreewald. Indesluttet i landkreis Spree-Neiße ligger den kreisfrie by Cottbus.

## Byer og kommuner
Efter kommunalreformen 2004 består området af 30 kommuner, herunder 7 byer. 
Kreisen havde 114429  indbyggere pr.  2018-12-31

Alle kommuner er tosprogede med både tysk og niedersorbisk sprog , men nogle steder kun i enkelte bydele. Alle (på nær Schenkendöbern) har officielt navn på begge sprog.
| Byer ¹ amtsangehörige Städte 1. Döbern – Derbno ¹ (3194) 2. Drebkau – Drjowk (5538) 3. Forst (Lausitz) – Baršć (18164) 4. Guben (16933) 5. Peitz – Picnjo ¹ (4383) 6. Spremberg – Grodk (22175) 7. Welzow – Wjelcej (3418) Amtsfrie kommuner 1. Kolkwitz – Gołkojce (9177) 2. Neuhausen/Spree – Kopańce (4903) 3. Schenkendöbern (3599) Amter med tilhørende kommuner 1. Amt Burg (Spreewald) – Amt Bórkowy (Błota) (9004) 1. Briesen – Brjazyna (766) 2. Burg (Spreewald) – Bórkowy (Błota) (4238) 3. Dissen-Striesow – Dešno-Strjažow (975) 4. Guhrow – Góry (519) 5. Schmogrow-Fehrow – Smogorjow-Prjawoz (798) 6. Werben – Wjerbno (1708) | 2. Amt Döbern-Land – Amt Derbno-kraj (10779) (Amtssitz: Döbern) 1. Döbern – Derbno, Stadt (3194) 2. Felixsee – Feliksowy Jazor (1906) 3. Groß Schacksdorf-Simmersdorf (980) 4. Jämlitz-Klein Düben (461) 5. Neiße-Malxetal – Dolina Nysa-Małksa² (1627) 6. Tschernitz – Cersk (1236) 7. Wiesengrund – Łukojce (1375) 3. Amt Peitz – Amt Picnjo (10739) 1. Drachhausen – Hochoza (804) 2. Drehnow – Drjenow (520) 3. Heinersbrück – Móst (581) 4. Jänschwalde – Janšojce (1523) 5. Peitz – Picnjo, Stadt (4383) 6. Tauer – Turjej (695) 7. Teichland – Gatojce (1097) 8. Turnow-Preilack – Turnow-Pśiłuk (1136) |